# Cash 4 It
Cash 4 It è un singolo dei rapper statunitensi Spiffy Global e Gunna, pubblicato il 30 ottobre 2017.

## Tracce
1. Cash 4 It – 2:58